# Urofloumetrija
Urofloumetrija (eng. uroflowmetry)  je dijagnostička metoda kojom se tokom spontanog mokrenja u posudu povezanu sa kompjuterskim sistemomc meri volumen mokraće, brzina mlaza mokraće, trajanje mokrenja, maksimalni i srednji protok i vreme postizanja maksimalnog protoka. Iako se dosta koristi kod striktura (stenoze) uretre i kod svih oblika infravezikalne opstrukcije, urofloumetrija nije pouzdana kao jedina metoda u dijagnostici stenoze uretre, jer su rezultati dosta nespecifični.

## Indikacije
Ovaj test koji spada u jednostavno, bezbolno, neškodljivo i jeftino merenje i pregled koji predstavlja uspešan početak ispitivanja i lečenja problema sa mokrenjem kod oba pola, indikovan je kod:
- Striktura ili stenoze uretre (pri čemu treba imati u vidu da urofloumetrija nesme biti jedina metoda), za potvrdu ili isključenje dijagnoze strikture uretre.[3]
- Svih oblika infravezikalne opstrukcije (BPH, karcinoma prostate, kalkululoze uretre, tumora uretre)
- Infekcija urotrakta.
- Neurogenih poremećaja mokraćne bešike.
- Imidžng testova, tokom dijagnostike stenoze uretre.[2]

Metod je indikovana i za praćenja pacijenata nakon operativnog zahvata jer kao korisna, jednostavna i neivazivna metoda, može ukazati na potrebu prime e dopunske dijagnostike i pre pojave karakterističnih simptoma. Urofloumetrija je prihvaćena kao izuzetno korisna metoda tokom praćenja pacijanta operisanih zbog hipospadije.

## Način izvođenja
Urofloumetrija se izvodi tako što na određeni znak pacijent mokri u pisoar ili toalet opremljen mašinom koja ima kompjuterizovani merni uređaj. se izvodi tako što na određeni  znak pacijent mokri  u pisoar ili toalet opremljen mašinom koja ima kompjuterizovani merni uređaj. 
Priprema pacijenta
Metoda zahteva prethodnu pripremu pacijenta, koja obuhvata:
- Privremeno prekidanje uzimanje lekova koji mogu da utiču na rezultate testa (npr diuretiici),
- Unos veće količine tečnosti pre testa,  tako da pacijent ima dovoljno mokraće za izvođenje testa
- Poslednje  uriniranje pacijent treba da obavi najmanje dva sata pre testa.

## Rezultati testa
Nakon sprovedenog testa može se dobiti nekoliko značajnih parametara: 
- Brzina mokrenja, odnosno protekli volumen mokraće u jedinici vremena.
- Ukupna količina izmokrene mokraće.
- Vreme za koje je mokraća izmokrena.

Mereći sve napred navedene vrednosti izlučene mokraće iz tela pacijenata, kompjuterizovani sistem daja grafičke i numeričke informativne pokazatelje maksimalni protok (Qmax) mokraće u oblik krivulje mokrenja. Kompjuterski dobijene krivulje mokrenja treba da je u obliku zvona.
Količina mokraće koja ostaje u mokračnoj bešici nakon urofloumetrija može se izmeriti ultrazvukom.
Patološke vrednosti urofloumetrije, osim kod stenoze uretre, mogu se videti i kod svih oblika infravezikalne opstrukcije, kao što je BPH, karcinom prostate, kalkulusi uretre, tumori uretre, zatim kod infekcija urotrakta, neurogenih poremećaja mokraćne bešike i sl.

## Rizik
Ne postoji rizik za izvođenje ovog testa.  

## Literatura
- McNicholas TA, Speakman MJ, Kirby RS (2016). „Evaluation and nonsurgical management of benign prostatic hypoplasia”.  Ур.: Wein AJ, Kavoussi LR, Partin AW, Peters CA,. Campbell-Walsh Urology. (11th изд.). Philadelphia, PA: Elsevier.:chap 104.
- Nitti VW, Brucker BM (2016). „Urodynamic and video-urodynamic evaluation of the lower urinary tract”.  Ур.: Wein AJ, Kavoussi LR, Partin AW, Peters CA,. Campbell-Walsh Urology. (11th изд.). Philadelphia, PA: Elsevier.:chap 73.
- Pessoa R, Kim FJ (2018). „Urodynamics and voiding dysfunction”.  Ур.: Harken AH, Moore EE,. Abernathy's Surgical Secrets. (7th изд.). Philadelphia, PA: Elsevier.:chap 103.
- Rosenman AE (2016). „Pelvic floor disorders: pelvic organ prolapse, urinary incontinence, and pelvic floor pain syndromes”.  Ур.: Hacker NF, Gambone JC, Hobel CJ,. Hacker & Moore's Essentials of Obstetrics and Gynecology. (6th изд.). Philadelphia, PA: Elsevier.:chap 23.

## Spoljašnje veze
|  | Molimo Vas, obratite pažnju na važno upozorenje u vezi sa temama iz oblasti medicine (zdravlja). |